# Friedrich von Oeynhausen
Friedrich Georg Gustav Ludwig Graf von Oeynhausen (* 9. November 1801 in Rederank; † 9. Oktober 1875 in Brahlstorf) war ein hannoverscher Offizier sowie mecklenburgischer Gutsbesitzer und Politiker.

## Leben
Friedrich von Oeynhausen war Angehöriger der von Kaiser Karl VI. am 17. April 1722 in Wien in den Reichsgrafenstand erhoben hannoverschen Linie des ursprünglich westfälischen Adelsgeschlechts von Oeynhausen.
Er war ein Sohn von Graf Friedrich Wilhelm von Oeynhausen (1767–1814) und Ida Dorothea Georgina (auch: Ida Caroline Dorothea) von Moltke (1769–1845).
Oeynhausen stand zunächst als Offizier, zuletzt im Rang eines Majors, in königlich hannoverschen Diensten.
Als Parlamentarier gehörte er 1848 als Abgeordneter der Mecklenburgischen Abgeordnetenversammlung für den Wahlkreis Mecklenburg-Schwerin 3 / Vellahn-Pritzier an.
Oeynhausen besaß das Gut Brahlstorf und baute um 1848 das noch bestehende Gutshaus.
Oeynhausen heiratete in erster Ehe Henriette von Hinüber (1813–1852). Das Paar hatte mehrere Kinder:
- Kuno (* 1. Oktober 1840) ⚭ 1869 Antonie Kayser (* 5. August 1848)
- Ulrich (* 24. April 1842; † 19. August 1909) ⚭ 1868 Auguste Karoline Franziska Henriette von Müller (* 8. August 1848; † 28. September 1931)
- Georg (* 8. August 1843) ⚭ 1873 Hedwig Luise Wilhelmine Dorothea von dem Bussche-Ippenburg (* 8. März 1854)
- Erich (* 17. November 1849; † 15. Januar 1898), Hauptmann ⚭ 1877 Therese von Lenthe (* 4. Dezember 1856; † 12. September 1917)
- Hilmar (* 15. Januar 1852), Rittmeister

In zweiter Ehe heiratete er am 18. August 1858 Rosalie Wilhelmine Hermine Georgine Fridoline von Borck (1830–1884) aus dem Haus Möllenbeck. Aus der Ehe gingen zwei Töchter hervor:
- Ida Cordula (1850–1861)
- Anna Clara Wilhelmine Susette Bertha Hermine Selina (* 3. April 1862) ⚭ Paul Adolf von Bärenfeld-Warnow, Hauptmann

## Auszeichnungen
- Orden der Eisernen Krone (Österreich), Ritter (1852, als mecklenburg-schwerinscher Marsch-Commissar)[3]